# Communisme pré-marxiste
 (octobre 2023).
Si vous disposez d'ouvrages ou d'articles de référence ou si vous connaissez des sites web de qualité traitant du thème abordé ici, merci de compléter l'article en donnant les références utiles à sa vérifiabilité et en les liant à la section « Notes et références ».
 (octobre 2023).
- Si vous ne connaissez pas le sujet, laissez ce bandeau (vous pouvez alors contacter les auteurs).
- Si vous supprimez le contenu mis en cause (vous pouvez préalablement contacter les auteurs),

argumentez précisément cette suppression dans la page de discussion
(un manque de référence n'est pas un argument ; une recherche réelle de référence doit avoir été effectuée, être formellement documentée).
Karl Marx voyait le communisme primitif et l'état de chasseur-cueilleur comme le stade originel de l'humanité. Pour Marx c'est le fait que l'humanité soit arrivée à créer des surplus qui ont engendré la propriété privée.
L'idée d'une société sans classe et sans état, basée sur la propriété collective des propriétés et des richesses remonte loin dans la pensée occidentale, bien avant le Manifeste du Parti communiste. Certains font remonter les idées communistes jusqu'à l'Antiquité, avec l'École pythagoricienne ou La République de Platon ; ou (Avec, peut-être, plus de justification) à l'Église chrétienne primitive, comme décrit dans les Actes des Apôtres (voir : Communisme chrétien ou Actes 4.32). D'autres tentatives pour établir des sociétés communistes ont été faites par les esséniens et par la Secte du désert de Judée. L'Église catholique romaine a essayé de mettre fin à la guerre par la promotion de communes (Voir : Commune (Moyen Âge)).
Müntzer a également dirigé un grand mouvement communiste anabaptiste durant la guerre des Paysans allemands.
Au XVIe siècle, l'écrivain anglais Sir Thomas More dépeint une société fondée sur la propriété commune de la propriété dans son traité Utopia, où les dirigeants administrent à travers l'application de la raison.
Durant la guerre civile anglaise, plusieurs groupements appuyaient cette idée, notamment les Bêcheux, avec des idéaux communistes clairs mais aussi des agraristes (l'attitude de Cromwell envers ces groupes était au mieux ambivalente et souvent hostile - voir le livre classique Cromwell et le communisme d'Eduard Bernstein). La critique de l'idée de la propriété privée a continué durant le siècle des Lumières, par des penseurs comme le profondément religieux Jean-Jacques Rousseau. Considéré comme un « enfant terrible du calvinisme », Rousseau a développé des idées que l'on pourrait qualifier de communistes, concernant la propriété.
Maximilien de Robespierre et son règne de terreur, visant à exterminer la noblesse et les conservateurs, a été grandement admiré par les communistes. Robespierre était à son tour un grand admirateur de Rousseau1. Les Shakers du XVIIIe siècle pratiquaient le communalisme comme une sorte de communisme religieux.
Certains croient que les premières utopies communistes existaient aussi en dehors de l'Europe, dans la société amérindienne et autres sociétés pré-colonialiste de l'hémisphère occidental. Presque tous les membres d'une tribu avaient leur propre contribution à la société, et les ressources foncières et naturelles étaient souvent partagées en paix parmi la tribu. Certaines de ces tribus en Amérique du Nord et Amérique du Sud existaient encore au XXe siècle.
Karl Marx voyait le communisme comme l'état d'origine de l'humanité à partir de laquelle elle est passée, à travers la société classique, puis le féodalisme, jusqu'à son état actuel de capitalisme.  Il a proposé que la prochaine étape dans l'évolution sociale serait un retour au communisme. 
Dans sa forme contemporaine, l'idéologie du communisme est née du mouvement de l'Europe des travailleurs du XIXe siècle. Lors de la révolution industrielle , les critiques socialistes ont blâmé le capitalisme pour créer une classe de travailleurs d'usine (prolétaires), pauvres et urbains, qui travaillait dans des conditions difficiles, et qui vivaient dans des conditions indécentes, au regard de la richesse des grands patrons. 